# Разумовский, Олег Викторович
Олег Викторович Разумовский (род. 1949, Смоленск) — русский писатель и переводчик.

## Биография
Родился в Смоленске в 1949 году, там же окончил среднюю школу. Учился в последних классах плохо. Пропускал уроки, общался с антисоциальной молодёжью, которая собиралась в центре Смоленска. Но и это надоело. Он стал читать серьёзные книги и готовиться поступать на факультет иностранных языков Смоленского педагогического института. Поступил в 1969 году. В институте сначала учился хорошо, потом уровень преподавания там перестал удовлетворять. Много читал по-английски и общался с гостями из-за рубежа. В итоге в 1974 году его отчислили. Призвали в армию. Служил в морской авиации. После демобилизации в 1977 году окончил институт, работал преподавателем английского языка в школе-интернате и деревенской школе. В начале девяностых в Смоленске возникло издательство Русич, которое публиковало книги американских авторов. Разумовского взяли туда переводчиком. Работал там до самого дефолта 1998 года. В начале 2000-х годов начал переводить для московского издательства АСТ и переводил до начала кризиса 2008 года. Всего перевёл около тридцати книг.

## Литературное творчество
Издаваться начал в самиздате в середине восьмидесятых. Первые рассказы и повести вышли в журналах: Третья модернизация (Рига), Митин журнал (Питер), Черновик (Нью-Йорк), «Смоленская крепость» (Смоленск). В конце восьмидесятых в Смоленске возникло творческое объединение КЭПНОС. Разумовский был его активным участником. В 2008 году у Разумовского выходят в Смоленске две книги: Razumbunt и «Тропа Хошимина». В 2009 его начинает издавать живущий в Америке русский писатель Сергей Юрьенен в своём издательстве «Вольный стрелок».

Писатель Евгений Попов характеризует творчество Разумовского следующим образом: 
Разумовский описывает совершенно офуевших от построения дикого капитализма в отдельно взятой стране простых российских граждан с доходом 0 руб. 00 коп., которые потребляют стеклоочистительную жидкость, трахаются на помойках, воруют, режутся, сидят в тюрьме, «дурке», ненавидят «черных» и мечтают о справедливой революции. Разумовский — настоящий.
Писатель Геннадий Кацов отмечает:
Герои прозы Разумовского выбирают игры по вкусу: убийства (беспричинные или причина крайне незначительна: кружка пива), издевательства над слабым на манер развлечения «всей кодлой на одного», злобное пародирование всего и всех, но не на уровне экзистенциального протеста, а в виде все той же игры внутри пародийно-реального социума.

## Книги
- Razumbunt. — Нью-Йорк: Franc-Tireur, 2009.
- Тропа Хошимина. — Нью-Йорк: Franc-Tireur, 2010.
- Весёлые картинки. — Нью-Йорк: Franc-Tireur, 2010.
- Тени. — Нью-Йорк: Franc-Tireur, 2010.